# Batalla de Gospić
La batalla de Gospić (en croata: Bitka za Gospić) se libró en los alrededores de Gospić, Croacia, del 29 de agosto al 22 de septiembre de 1991 durante la Guerra de Independencia croata. La batalla enfrentó al Ejército Popular Yugoslavo (JNA), estacionado en cinco cuarteles de la ciudad, y a elementos paramilitares de la Guardia Serbia contra la Guardia Nacional Croata (ZNG), fuerzas policiales con base en Gospić y refuerzos policiales de otras partes de Croacia. Los combates en los distritos orientales de Gospić, controlados por las fuerzas del JNA con artillería de apoyo, fueron en gran medida estáticos, pero el equilibrio cambió a favor de las fuerzas croatas tras la captura de varios depósitos y cuarteles del JNA el 14 de septiembre. Los cuarteles restantes fueron capturados el 20 de septiembre, lo que llevó a la expulsión de la ciudad de las fuerzas del JNA y de la Guardia Serbia.
La batalla se produjo tras la escalada de las tensiones étnicas en la región de Lika, incluidos los ataques a civiles croatas en Lovinac, un ataque a un puesto de control de la policía croata en Žuta Lokva y escaramuzas en los lagos de Plitvice y el paso de Ljubovo en la carretera de Gospić - Plitvička Jezera. Durante el resto de 1991 se produjo un nuevo deterioro de la situación en la región, que dio lugar a crímenes de guerra contra serbios y croatas en las masacres de Gospić y Široka Kula. Los combates en la región permanecieron estancados, con escasos o nulos avances territoriales para ninguna de las partes, hasta que se convocó un alto el fuego duradero con la firma del Acuerdo de Sarajevo de 2 de enero de 1992.

## Antecedentes
En agosto de 1990 se produjo una insurrección en Croacia centrada en las zonas predominantemente serbias del interior dálmata en torno a la ciudad de Knin, así como en partes de las regiones de Lika, Kordun y Banovina, y en asentamientos del este de Croacia con importantes poblaciones serbias. Estas regiones se convirtieron en la recién formada SAO Krajina (Región Autónoma Serbia). El anuncio de la intención de la SAO Krajina de integrarse con Serbia dio lugar a que el Gobierno croata declarara la insurrección como una rebelión.
Para marzo de 1991, el conflicto se había convertido en la Guerra de Independencia de Croacia y en junio de 1991, con la desintegración de Yugoslavia, Croacia declaró su independencia. La declaración entró en vigor el 8 de octubre después de una moratoria de tres meses. La SAO Krajina, rebautizada como República de la Krajina Serbia (RSK) el 19 de diciembre, inició entonces una campaña de limpieza étnica contra los civiles croatas.
El control de las crecientes tensiones se vio obstaculizado por el creciente apoyo que el Ejército Popular Yugoslavo (JNA) prestaba a la SAO Krajina. La incapacidad de la policía croata para hacer frente a la situación llevó al establecimiento de la Guardia Nacional Croata (ZNG) en mayo de 1991. Sin embargo, la conversión de la ZNG en una fuerza militar se vio obstaculizada por un embargo de armas de las Naciones Unidas, introducido en septiembre, mientras que el conflicto militar en Croacia siguió intensificándose: la batalla de Vukovar comenzó el 26 de agosto.

## Preludio
Una situación ya tensa en la región de Lika, tras el incidente del 1º de abril en los lagos de Plitvice, cuando se produjeron las primeras muertes de la guerra de independencia de Croacia, se deterioró aún más en junio cuando Croacia reafirmó su soberanía mediante una declaración parlamentaria. Esto se reflejó en el aumento de los incidentes violentos, el establecimiento de puestos de control en las carreteras sin autorización y los ocasionales intercambios de disparos de armas ligeras. El 22 de junio, tres policías fueron secuestrados en la carretera entre Gospić y Gračac, controlada por la SAO Krajina, y los días 27 y 28 de junio se produjeron una serie de ataques contra la policía croata en varias partes de Lika, incluida Gospić. En julio de 1991, el JNA comenzó a confrontar abiertamente a la policía croata y al ZNG en Lika. El 1º de julio, la comisaría de policía de Plitvice fue rodeada por el AJN, y el 6 de julio, dos soldados de la ZNG murieron y otros dos resultaron heridos en una emboscada de la AJN cerca de Gospić. Se observó una mayor intensificación de los combates en el paso de Ljubovo, en la carretera Gospić-Korenica, donde las tropas del AJN y de la SAO Krajina lucharon e hicieron retroceder al ZNG los días 28 y 29 de julio.
La violencia étnica siguió aumentando cuando paramilitares serbios secuestraron y mataron a cinco civiles croatas de Lovinac, en el sur de Lika, el 5 de agosto, y se atacó un puesto de control de la policía en Žuta Lokva. A principios de agosto, el JNA trasladó la 236.ª Brigada Motorizada Proletaria (una brigada sólo de nombre, la 236.ª era en realidad sólo una unidad del tamaño de una compañía) y una parte del batallón motorizado de la 4ª Brigada Blindada, previamente desplegada en el paso de Ljubovo, a Gospić como refuerzos para su guarnición en la ciudad. Otros movimientos en ese mes incluyen el asalto y captura de la comisaría de Plitvice el día 30 por las fuerzas de SAO Krajina..
Con la captura inminente de Plitvice y la retirada del ZNG de Lički Osik el 31 de agosto, 8 kilómetros al norte de Gospić, el SAO Krajina y el JNA cambiaron su foco de Lika a Gospić mismo, donde los serbios constituían el 38,4% de una población total de 12.000.

## Orden de batalla
Las fuerzas del JNA consistían en 70 oficiales y 200 soldados, que se encontraban en el cuartel de Stanko Opsenica y en otras cuatro instalaciones más pequeñas del JNA en Gospić. La guarnición contaba con el apoyo de 128 paramilitares de la Guardia Serbia dirigidos por Đorđe Božović, que se desplegaron en Gospić desde Serbia utilizando el transporte del JNA, según una entrevista con el oficial al mando de la Defensa Territorial de Lika meridional en 1991. Tras una reorganización en 1991, las unidades de la JNA con base en Gospić eran la 236.ª Brigada Motorizada y la 1ª Brigada de la 35ª División Partisana, ambas subordinadas al Cuerpo de Rijeka. Antes de esto, el 10º Regimiento de Infantería Proletaria, una unidad de clase B necesaria para mantener sólo el 15% de los niveles de tropas en tiempo de guerra, estaba estacionada en Gospić, pero se amalgamó con el 9º Regimiento de Infantería Proletaria para formar la 236.ª Brigada Motorizada. La guarnición del JNA en Gospić estaba formalmente comandada por el Coronel Petar Čavar, sin embargo el mando efectivo fue asumido por su jefe de Estado Mayor, el Mayor del Servicio de Contrainteligencia Yugoslavo Relja Tomić.
A principios de septiembre, las fuerzas croatas en Gospić comprendían 427 efectivos, procedentes en su mayoría de las fuerzas policiales con base en Gospić, Rijeka y Zabok, voluntarios de Gospić, Zagreb y Senj, así como efectivos de las Fuerzas de Defensa Croatas. La única unidad del ZNG en Gospić era la 118ª Brigada de Infantería, que comenzó a formarse en torno al 58.º Batallón Independiente del ZNG el 14 de agosto, pero no se reunió completamente hasta después de octubre. A mediados de septiembre, la brigada comprendía dos batallones, uno con cuatro compañías y el otro con tres. La 118ª Brigada de Infantería estaba comandada por el Teniente Coronel Mirko Norac, mientras que el jefe de la policía croata en Gospić era Ivan Dasović.

## Cronología

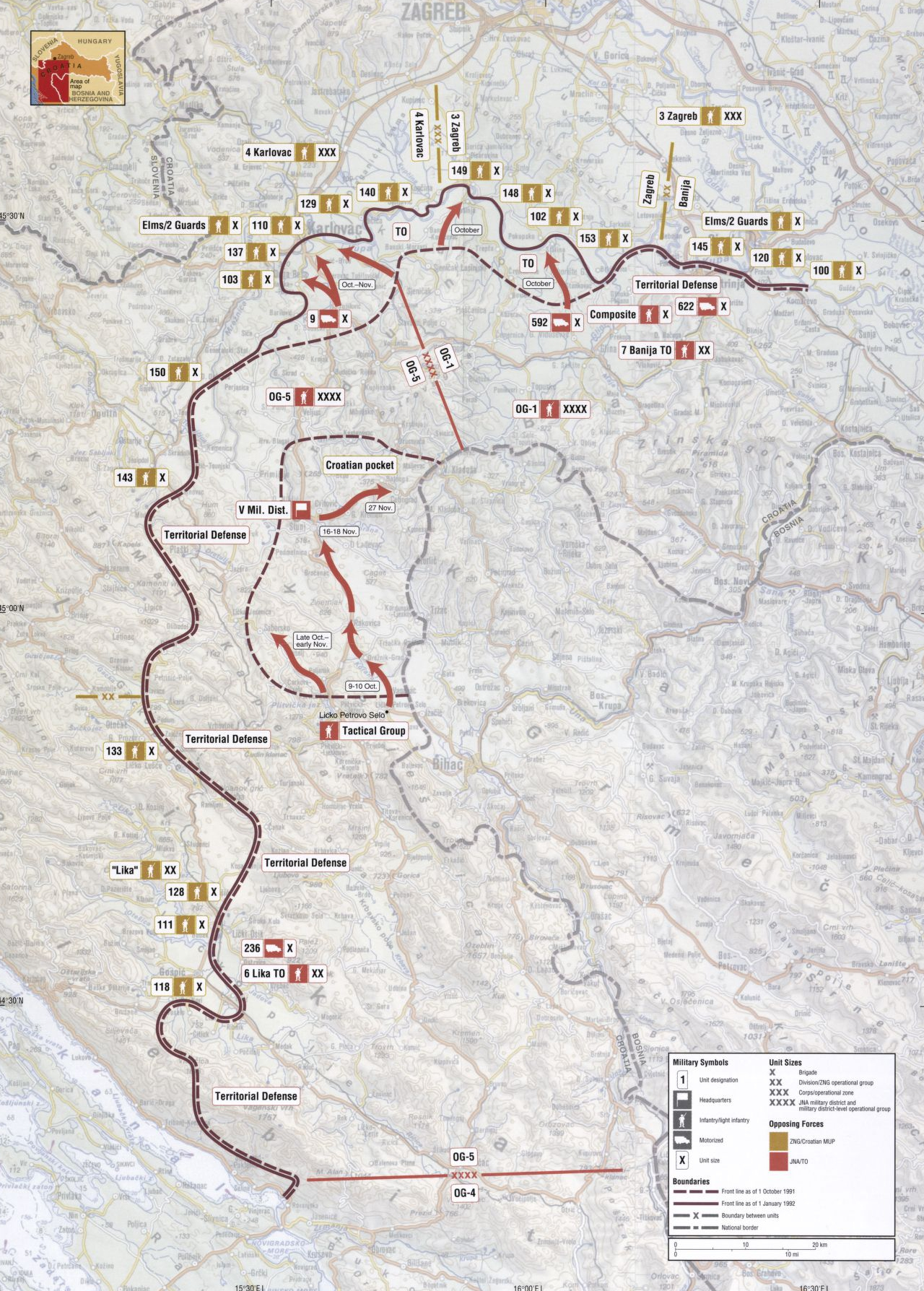
Líneas de frente en Croacia en octubre-diciembre de 1991; la batalla de Gospić está reflejada en un saliente al sur de Gospić

El 29 de agosto de 1991, el JNA y la fuerza paramilitar serbia bombardearon Gospić con artillería estacionada en la localidad de Divoselo y en el cuartel del JNA  en Jasikovac. La intensidad de estos ataques aumentó significativamente hacia mediados de septiembre, causando importantes daños en Gospić; un informe de SAO Krajina sobre el ataque estimó que más del 50% de las estructuras de la ciudad estaban dañadas.
Al principio de la batalla, el JNA y los paramilitares expulsaron a la fuerza croata del este de Gospić. El 5 de septiembre, las fuerzas croatas capturaron al general de división del AJN Trajče Krstevski, junto con tres vehículos blindados de transporte de tropas (APC) y 32 soldados, cuando intentaba llegar a los cuarteles del AJN que estaban aislados en el centro de la ciudad, pero los liberaron al día siguiente tras la exitosa negociación de un intercambio de prisioneros (POW). Sin embargo, los comandantes croatas en Gospić declinaron una petición de que los APC también fueran devueltos, en contra de las instrucciones de las autoridades croatas en Zagreb. Tras la captura de Krstevski, se intensificó el bombardeo de artillería de JNA, con un promedio de 1.100 proyectiles de artillería por día. A pesar del intenso bombardeo, la segunda semana de la batalla fue un punto muerto, sin cambios en las líneas de control.
El 14 de septiembre, el ZNG y la policía croata planificaron cortar la energía, el agua y las comunicaciones a todas las instalaciones del JNA en la parte de Croacia controlada por el gobierno. En Gospić, esta acción se adelantó al 13 de septiembre, el mismo día que el ZNG capturó una instalación de almacenamiento del JNA. Esto proporcionó a las tropas croatas 14.000 rifles y una cantidad sustancial de armas antitanque, más que suficiente para que las fuerzas croatas coincidiesen con las del JNA en la ciudad. Los cuarteles de la JNA en Perušić y los cuarteles de Kaniža en Gospić fueron capturados al día siguiente. El grueso de la guarnición del JNA en Gospić se rindió el 18 de septiembre, después de tres días de lucha por el cuartel Stanko Opsenica. Un ataque de infantería destinado a apoyar a la guarnición del JNA fue repelido con éxito por las fuerzas croatas el 16 de septiembre en la zona de Divoselo, donde murió Božović. Una vez que el centro de la ciudad se volvió relativamente seguro, las fuerzas croatas ampliaron su ofensiva, capturando el Cuartel Jasikovac y aliviando dos focos controlados por Croacia en las aldeas de Ribnik y Bilaj para el 20 de septiembre. A medida que el JNA se rendía, las fuerzas serbias se retiraron de las partes orientales de Gospić a una línea de 8 kilómetros frente a Medak, ya que las fuerzas croatas completaron la limpieza en Gospić para el 22 de septiembre.

## Consecuencias
Croacia capturó aproximadamente 300 oficiales y soldados del JNA, que fueron llevados a Rijeka después de su captura. Más tarde fueron intercambiados por prisioneros de guerra croatas capturados por el JNA en la batalla de Vukovar y en otros lugares de Croacia. Se capturó una gran cantidad de armas ligeras y municiones, así como siete tanques y doce morteros de 120 milímetros. Después de la batalla, el bombardeo de artillería de Gospić continuó desde posiciones alrededor de Divoselo y Lički Čitluk, aproximadamente de 5 a 8 kilómetros al sur de Gospić. Las escaramuzas en Lika continuaron hasta enero de 1992, ya que cada lado trató de mejorar sus posiciones sobre el terreno, especialmente alrededor de Gospić y Otočac. El 23 de septiembre, un avance croata hacia el sur fue detenido por las fuerzas del JNA y la SAO Krajina, consistentes en un batallón de infantería y el tren blindado Krajina Express, que defendían un depósito del JNA en Sveti Rok. El JNA aseguró el depósito y capturó Lovinac el 26 de septiembre. A finales de septiembre, las posiciones defensivas croatas en torno a Otočac estaban lo suficientemente reforzadas como para que sólo se lanzaran ataques menores y principalmente cerca de la localidad de Drenov Klanac. A fines de octubre y principios de diciembre, se intensificaron los combates en torno a Divoselo, cerca de Gospić, pero ningún territorio cambió de manos. La intensidad del bombardeo de artillería de Gospić alcanzó su punto máximo el 1º de noviembre de 1991, cuando 3.500 proyectiles de artillería alcanzaron la ciudad. En diciembre, el Cuerpo Knin del JNA propuso al Estado Mayor del JNA que avanzara desde Gračac en un intento de capturar Gospić y Otočac, pero la firma del Acuerdo de Sarajevo y la cesación del fuego del 2 de enero de 1992 detuvo en gran medida los nuevos combates, hasta el comienzo de la Operación Medak Pocket en septiembre de 1993..
El continuo enfrentamiento militar en la región fue acompañado de una escalada de violencia étnica, que culminó con los crímenes de guerra contra civiles cometidos por las autoridades militares en Gospić y los militares de SAO Krajina en la zona de Lički Osik en octubre de 1991. En Gospić, aproximadamente 100 civiles serbios fueron sacados de la ciudad y asesinados en los campos circundantes. Algunos de los responsables del suceso, conocido más tarde como la masacre de Gospić, fueron procesados por el poder judicial croata. Ello dio lugar a la condena, en 2003, de Norac y otros dos acusados a 12 años de prisión. Los asesinatos en la zona de Osik Lički, conocidos como la masacre de Široka Kula, provocaron la muerte de 40 civiles, en su mayoría croatas pero también algunos serbios sospechosos de apoyar a Croacia. En 2011, un tribunal de Belgrado (Serbia) condenó a cuatro ex milicianos de la SAO Krajina por haber matado a cuatro serbios y un croata en Iroka Kula.
En 1993, las autoridades croatas acusaron a Marcel Dusper, Tomo Čačić, Jovo Kuprešanin, Bogdan Odanović, Relja Tomić, Duško Bajić, Dane Drakula, Mićo Vasić, Goce Koneski, Slobodan Dotlić, Dragoljub Lazarević, Radovan Radenković, Bratislav Milojković, Stevo Milošević y Miloš Bogdanović, 15 ex oficiales del JNA, destacados en la guarnición de Gospić en 1991, de crímenes de guerra contra una población civil. Todos los acusados, excepto Drakula, fueron juzgados in absentia. Drakula fue absuelto, mientras que Dusper, Tomić y Bajić fueron declarados culpables y condenados a 20 años de prisión cada uno, mientras que los demás acusados fueron condenados a 15 años. Los fallos fueron confirmados por la Corte Suprema de Croacia en 1994. Dotlić fue detenido el 18 de octubre de 2013 después de visitar a sus padres que vivían en Croacia. Antes de su arresto, Dotlić había solicitado un nuevo juicio, pero después de su arresto los cargos en su contra se cambiaron a insurrección armada, pero esto se retiró después de la Ley de Amnistía General.